# Jonckheere Transit
 Ikke at forveksle med Ford Transit.
Jonckheere Transit er et karrosseri til bybusser fremstillet af VDL Jonckheere siden 1993. 
 Modellen findes som solobus på 12 eller 13,7 meter og som ledbus på 18 meter. 
Karrosseriet monteres på chassiser fra både DAF, Volvo og Scania.